# 京都西山高等学校
京都西山高等学校（きょうとにしやまこうとうがっこう）は、京都府向日市寺戸町西野辺にある私立高等学校。学校法人京都西山学園が運営する。敷地内に幼稚園（向陽幼稚園）を併設している。
通信単位制課程は2005年の開設時より共学校、全日制課程も2022年より男女共学化。

## 沿革
- 1927年（昭和2年） - 西山高等女学校として開校。
- 1948年（昭和23年） - 学制改革により、新制高等学校の西山高等学校となる。
- 2004年（平成16年） - 京都西山高等学校に改名[1]。
- 2005年（平成17年） - 通信制課程を開設[1]。
- 2022年（令和4年） - 男女共学化。

## 学科
- 普通科（2022年より男女共学）
  - 特進コース
  - 総合進学コース
- 通信単位制（共学）

## 制服
本校の制服は、紺のブレザー、白のブラウス、紺のスカート、ワインレッドのリボンという組み合わせが正装となっている。また、ブラウスは白以外にピンクとブルー、チェック柄のスカート、リボンはワインレッド以外にピンクやブルーやシルバーといったように、多彩なオプションが用意されている。
渡辺麻友（AKB48）が2012年11月21日に発売した3rdシングル『ヒカルものたち』の特典DVDには、全国47都道府県の女子制服を着たミュージックビデオが収録されており、京都府代表には本校の制服が選ばれた。この際、渡辺は本校の制服を指して、「上品な制服に映える赤のリボンがとってもかわいい」と評価している。

## 交通アクセス
- 東向日駅 - 阪急京都本線利用
- 向日町駅 - JR京都線（東海道本線）利用

## 著名な出身者
- 御影京子 - 元女優
- 高橋彩子 - 元サッカー選手
- 大谷未央 - 元サッカー選手
- 上野友紀子 - サッカー選手
- 室みゆき - 元サッカー選手
- 中村茜 - 女子プロ野球選手
- 小西つどい - 女子プロ野球選手
- 狩野亜由美 - ソフトボール選手（北京オリンピック金メダリスト）
- 江本奈穂 - ソフトボール選手（北京オリンピック金メダリスト）
- 清原奈侑 - ソフトボール選手（東京オリンピック金メダリスト）
- 長崎望未 - ソフトボール選手
- 安藤麻里 - プロボクサー
- 七原由理子 - 元体操選手
- 須藤理恵 - 青空
- 星原美沙緒 - 元宝塚歌劇団専科男役